# Volkstrauertag

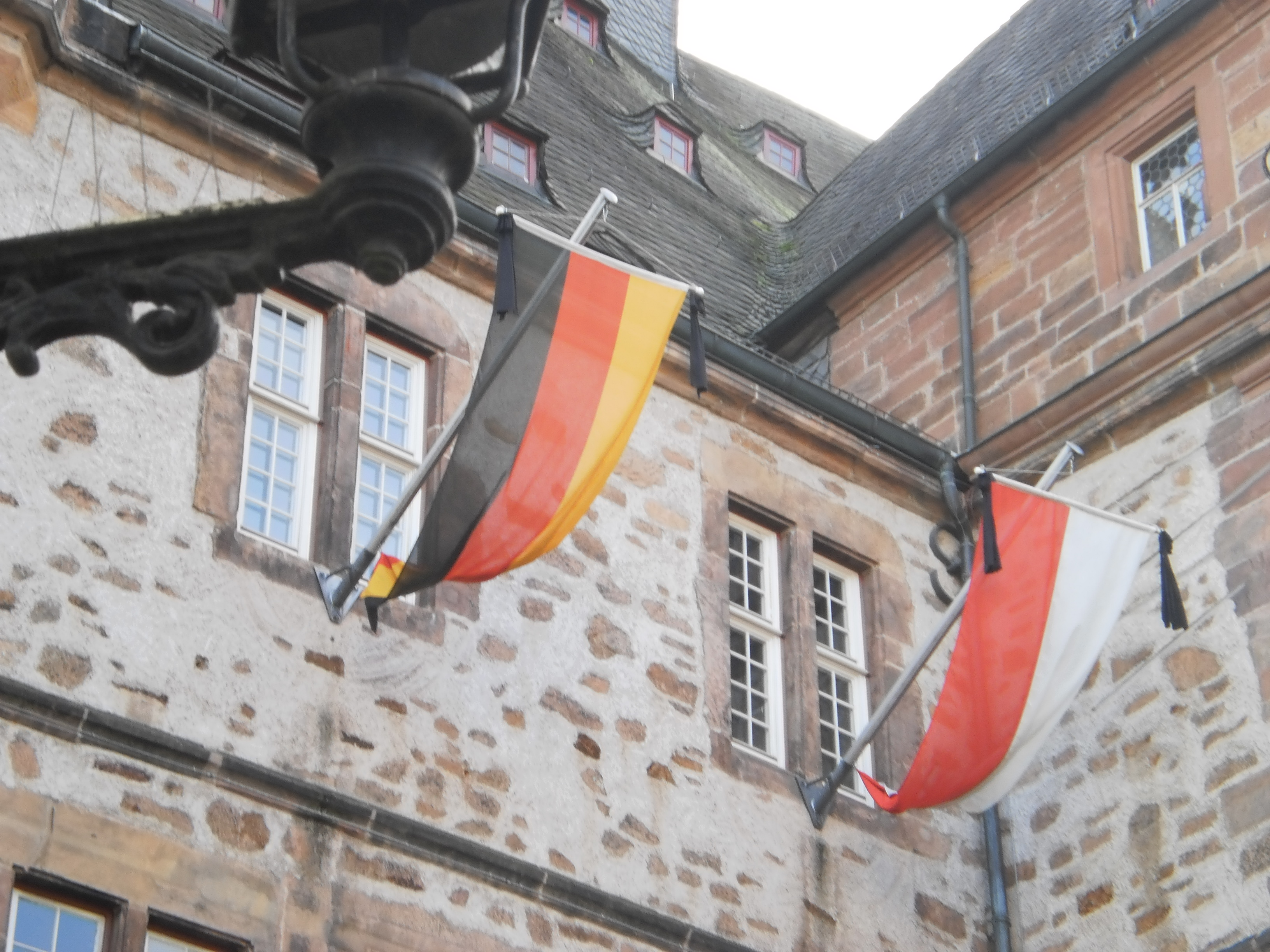
Trauerbeflaggung mit Trauerflor am Marburger Rathaus (2017)

Der Volkstrauertag ist in Deutschland ein staatlicher Gedenktag und gehört zu den sogenannten stillen Tagen. Der Gedenktag wird seit 1952 zwei Sonntage vor dem ersten Adventssonntag begangen. Eine Zeremonie im Deutschen Bundestag erinnert an die Opfer von Gewalt und Krieg aller Nationen.

## Geschichte

### Einführung in der Weimarer Republik

#### Diskussion um einen Termin
Der Volkstrauertag wurde 1919 vom Volksbund Deutsche Kriegsgräberfürsorge als Gedenktag für die gefallenen deutschen Soldaten des Ersten Weltkriegs vorgeschlagen. Am 5. März 1922 fand die erste Gedenkstunde im Reichstag statt. Der Volkstrauertag wurde erstmals am 1. März 1925 begangen. Am Vortag war der erste Reichspräsident Friedrich Ebert verstorben. Am 10. Juni 1925 nahm der Reichstag formal den Antrag auf gesetzliche Erklärung des Sonntags Invocavit zum „Volkstrauertag für die im Weltkriege Gefallenen“ an. 1926 wurde dann entschieden, den Volkstrauertag regelmäßig am Sonntag Reminiscere (fünfter Sonntag vor Ostern) zu begehen. Überall fanden Gedenkfeiern für die deutschen Gefallenen des Ersten Weltkriegs statt. Die Cellesche Zeitung berichtete in ihrer Ausgabe vom 27. Februar 1926:

„Volkstrauertag! Der erste deutsche Volkstrauertag soll in erster Linie dem Ehrengedenken unserer im Weltkriege gefallenen Väter, Brüder und Söhne gewidmet sein. Es ist nur zu wünschen, daß sich diese ernste Feier recht tief und fest und feierlich, auch ohne viele Reden und Gesänge, aus dem ureigenen deutschen und menschlichen Empfinden heraus geltend macht in den Herzen des ganzen Volkes.“

Am 5. Juli 1927 stellte die Deutsche Volkspartei den Antrag, den 28. Juni als Tag der Unterzeichnung des Versailler Vertrages als Volkstrauertag zu begehen, so lange dieser Vertrag in Kraft sei.
In der Weimarer Republik wurde der Volkstrauertag nicht zum gesetzlichen Feiertag erklärt. Dies hatte mehrere Ursachen:
- In der Weimarer Verfassung war nicht klar definiert, ob die Zuständigkeit für die Einführung gesetzlicher Feiertage beim Reich oder bei den Ländern lag. Dies führte im Laufe der Jahre zu unterschiedlichen Regelungen, Terminen und Durchführungen je nach Land.
- Hinsichtlich des Termins gab es lange Zeit Konflikte mit den beiden großen Kirchen. Beide haben im November Gedenktage für die Verstorbenen (Allerseelen und Totensonntag). Die von staatlicher Seite vorgeschlagenen Termine im Frühjahr am Sonntag Invocavit (sechs Wochen vor Ostern) oder am Sonntag Reminiscere (fünf Wochen vor Ostern) lagen dagegen in der Fastenzeit/Passionszeit.
- Die politische Instabilität der Weimarer Republik sorgte dafür, dass einige Versuche, den Volkstrauertag gesetzlich zu regeln, im Gesetzgebungsprozess stecken blieben, da der Reichstag mehrmals vorzeitig aufgelöst wurde.

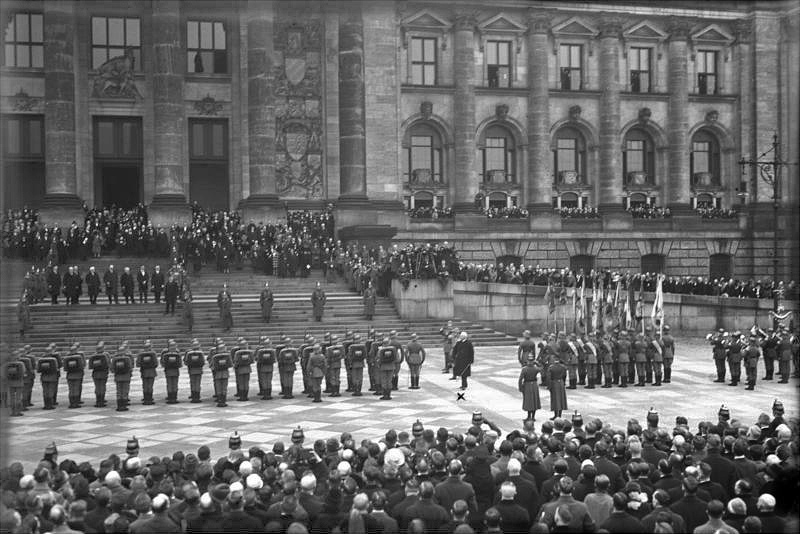
„Der große Volkstrauertag am 13. März 1927 vor dem Reichstag fand unter reger Anteilnahme der Bevölkerung statt. Reichspräsident von Hindenburg schreitet die Front der Ehrenkompanie ab.“

Die Sonntage mit reichsweiter Staatstrauer bis zur Umbenennung in Heldengedenktag waren:
- 1. März 1925:[6] Erster Volkstrauertag 1925 mit Umzug in Berlin, Flaggen auf halbmast gesetzt[6]
- 28. Februar 1926: offizielle Feier im Sitzungssaal des Reichstages, Trauerfeier der vaterländischen Verbände in einem anderen Saal[7]
- 13. März 1927: Übertragung der Gedenkfeier aus dem Plenarsitzungssaal des Reichstages im Rundfunk[8]
- 4. März 1928:[9] Rundfunkübertragung der Gedenkfeier des Volksbundes Deutsche Kriegsgräberfürsorge[10]
- 24. Februar 1929:[11] Rundfunkübertragung der Gedenkfeier des Volksbundes Deutsche Kriegsgräberfürsorge aus dem Plenarsitzungssaal des Reichstages[12]
- 16. März 1930:[13] Rundfunkübertragung der Gedenkfeier des Volksbundes Deutsche Kriegsgräberfürsorge aus dem Plenarsitzungssaal des Reichstages[14]
- 1. März 1931[15]
- 21. Februar 1932: Rundfunkübertragung der Gedenkfeier des Volksbundes Deutsche Kriegsgräberfürsorge aus dem Plenarsitzungssaal des Reichstages[16]
- 12. März 1933: Rundfunkübertragung der Gedenkfeier des Volksbundes Deutsche Kriegsgräberfürsorge aus der Staatsoper Unter den Linden[17]
- 25. Februar 1934: Rundfunkübertragung der Totengedenkfeier am Ehrenmal in Berlin[18]

Am 9. November 1930 rief die NSDAP im Volksstaat Hessen zum „Trauertag für unsere Gefallenen“ auf. Gemeint waren freilich vornehmlich die Opfer des niedergeschlagenen Hitlerputsches vom 9. November 1923.

#### Diskussion über den Sinn
Der Volksbund verband mit dem Volkstrauertag die Zielvorstellung, eine bei allen Deutschen einheitliche Erinnerung an das Leid des Krieges zu bewirken und so die Deutschen „über die Schranken der Partei, der Religion und der sozialen Stellung zusammen[zu]führen […], auf daß aus den Gräbern unserer fast zwei Millionen Gefallener uns Mut und Kraft zu segensreicher Arbeit an unseres Volkes und unseres Vaterlandes Zukunft erwachsen [kann].“ Viele Redner und Kommentatoren knüpften anlässlich des Volkstrauertages an die „Burgfriedenspolitik“ und das euphorische „Augusterlebnis“ zu Beginn des Ersten Weltkrieges an: „Was wußten sie von Klassenhaß, der heute unser Volk zerfleischt? Nicht rechts, nicht links gerichtet waren sie, sondern alle nur deutsche Brüder.“ In Erinnerung an den Krieg sollte neben dem Appell an die Einigkeit des Volkes auch die Botschaft vermittelt werden, dass es nun gelte, alles für das Wohl Deutschlands zu opfern und seine eigenen Ansprüche zurückzustellen. So sprach der Hamburger Pastor Jähnisch auf der zentralen Gedenkfeier auf dem Ohlsdorfer Friedhof 1926: „Unsere Toten mahnen. Und darauf kommt es an. Horche jeder auf den Geist der Toten und bekenne sich zu ihnen: Selber riefst du einst in Kugelgüssen: Deutschland muß leben und wenn wir sterben müssen!“
Diese Zielsetzung und die zum Teil offen republikfeindlichen Reden auf den Kundgebungen schwächten die Identifizierung großer Teile der Bevölkerung, insbesondere der Anhänger der Republik sowie der Kommunisten, mit dem Volkstrauertag. So betitelte die kommunistische Zeitung Der Abend aus Hamburg einen Kommentar mit der Überschrift „Volkstrauertag – Kriegshetzertag.“ Doch auch diese Gruppen versuchten wie der Volksbund, über ihre Äußerungen das kollektive Gedächtnis und die Identität der Deutschen zu beeinflussen. Sie nutzten den Volkstrauertag für wiederholte Appelle zur Friedensbereitschaft: „Wir geloben, alles daran zu setzen, daß sich ein solcher Krieg nicht wiederholt“, sprach bei der Hamburger Trauerfeier 1928 ein Vertreter der Jungdemokraten. Und die Vereinigung ehemaliger Kriegsgefangener erklärte 1927: „Mögen diese Toten […] die Saatkörner sein, die der Welt den ersehnten ewigen Frieden geben.“
Wie unterschiedlich auch die Zielvorstellungen der einzelnen Gruppierungen waren, alle nahmen für sich in Anspruch, den „Geist“ bzw. die „Botschaft“ aller Gefallenen zu kennen und für die Gegenwart interpretieren zu können. Auf diese Weise wurde das Ziel, an diesem Tag alle Deutschen in der Trauer zu einigen, jedoch verfehlt. Deshalb blieb auch die aktive Beteiligung an den Feierlichkeiten zu den Volkstrauertagen weitgehend auf Mitglieder des konservativen und nationalliberalen Milieus beschränkt. Das linke Milieu zeigte sich zunehmend distanziert bis ablehnend und auch das linksliberale Milieu äußerte sich kritisch über die republikfeindlichen Töne und das Hochhalten der Kriegsbegeisterung vom August 1914. Indessen bestritt keine Gruppierung die generelle Notwendigkeit, an die Gefallenen und die Opfer des Ersten Weltkriegs zu erinnern. Der Erste Weltkrieg galt allgemein als einschneidendes Ereignis in der Geschichte Deutschlands.

### Heldengedenktag in der Zeit des Nationalsozialismus

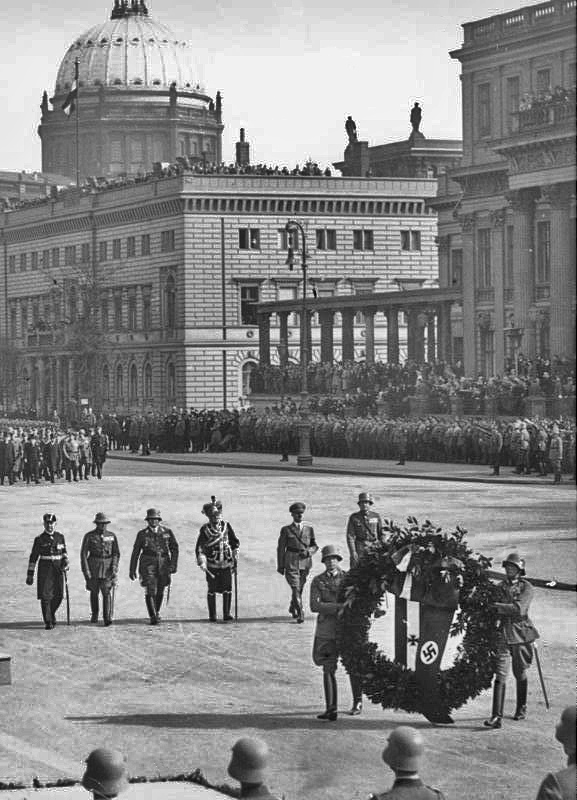
Heldengedenktag 1935 in Berlin

Nach dem Tod des Reichspräsidenten Paul von Hindenburg am 2. August 1934 übernahmen die Nationalsozialisten den Volkstrauertag und legten ihn als staatlichen Feiertag am zweiten Fastensonntag fest. Durch direkte Intervention des Präsidenten des Volksbundes, Siegfried Emmo Eulen, bei Propagandaminister Joseph Goebbels wurde der Volkstrauertag 1934 in Heldengedenktag umbenannt und sein Charakter vollständig geändert: Nicht mehr Totengedenken sollte im Mittelpunkt stehen, sondern Heldenverehrung. Träger waren die Wehrmacht und die NSDAP. Die Flaggen wurden nicht mehr wie bislang auf halbmast gehisst, sondern vollstock gesetzt. Goebbels erließ die Richtlinien über Inhalt und Durchführung. Die Propagandawirkung des Tages wurde so hoch eingeschätzt, dass alle entscheidenden Schritte der Kriegsvorbereitung bis einschließlich 1939 auf ein Datum in unmittelbarer Nähe zum Heldengedenktag gelegt wurden:
- 7. März 1936: Remilitarisierung des Rheinlands einen Tag vorher
- 12. März 1938: Einmarsch deutscher Truppen nach Österreich einen Tag vorher
- 15. März 1939: Zerschlagung der Tschechoslowakei drei Tage nachher

### DDR – Internationaler Gedenktag für die Opfer des faschistischen Terrors

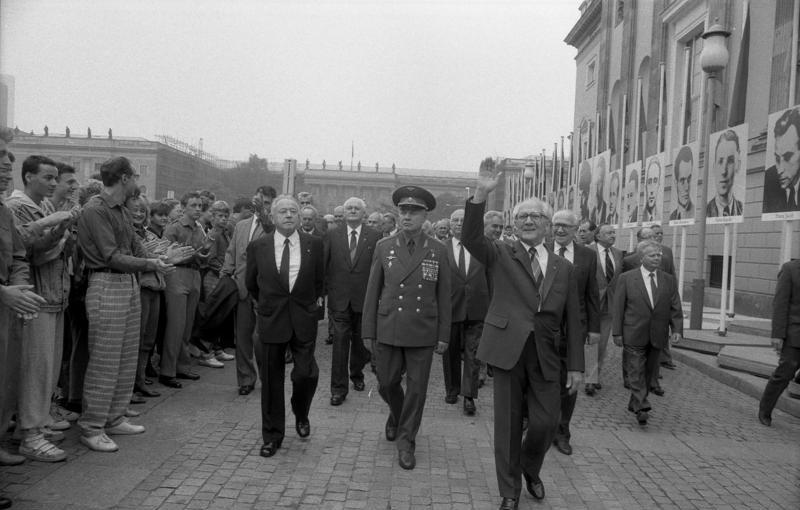
Erich Honecker beim Gedenktag 1988

Der Internationale Gedenktag für die Opfer des faschistischen Terrors und Kampftag gegen Faschismus und imperialistischen Krieg war ein von 1952 bis 1990 in der DDR stattfindender Gedenk- und Mahntag. Er fand jährlich am zweiten Sonntag im September statt und sollte den Volkstrauertag ersetzen. Die Veranstaltung bestand aus einer Kranzniederlegung an der Neuen Wache und meist einer Rede auf dem Bebelplatz.
Im Zentrum stand die Erinnerung an die Opfer des Faschismus, wobei jedoch antifaschistischer Widerstand zunehmend mehr Raum erhielt. Gleichzeitig hatte der Tag die Funktion der Kritik des Westens, durch die Bezeichnung imperialistisch für Kriege mit NATO-Beteiligung. Anders als für Erinnerungskultur üblich, nahmen die politischen Akteure der SED eine zentrale Rolle ein. Dies führte zu Zeiten der Veranstaltung zunehmend zu Kritik und wurde als instrumentalisierend wahrgenommen.

### Bundesrepublik

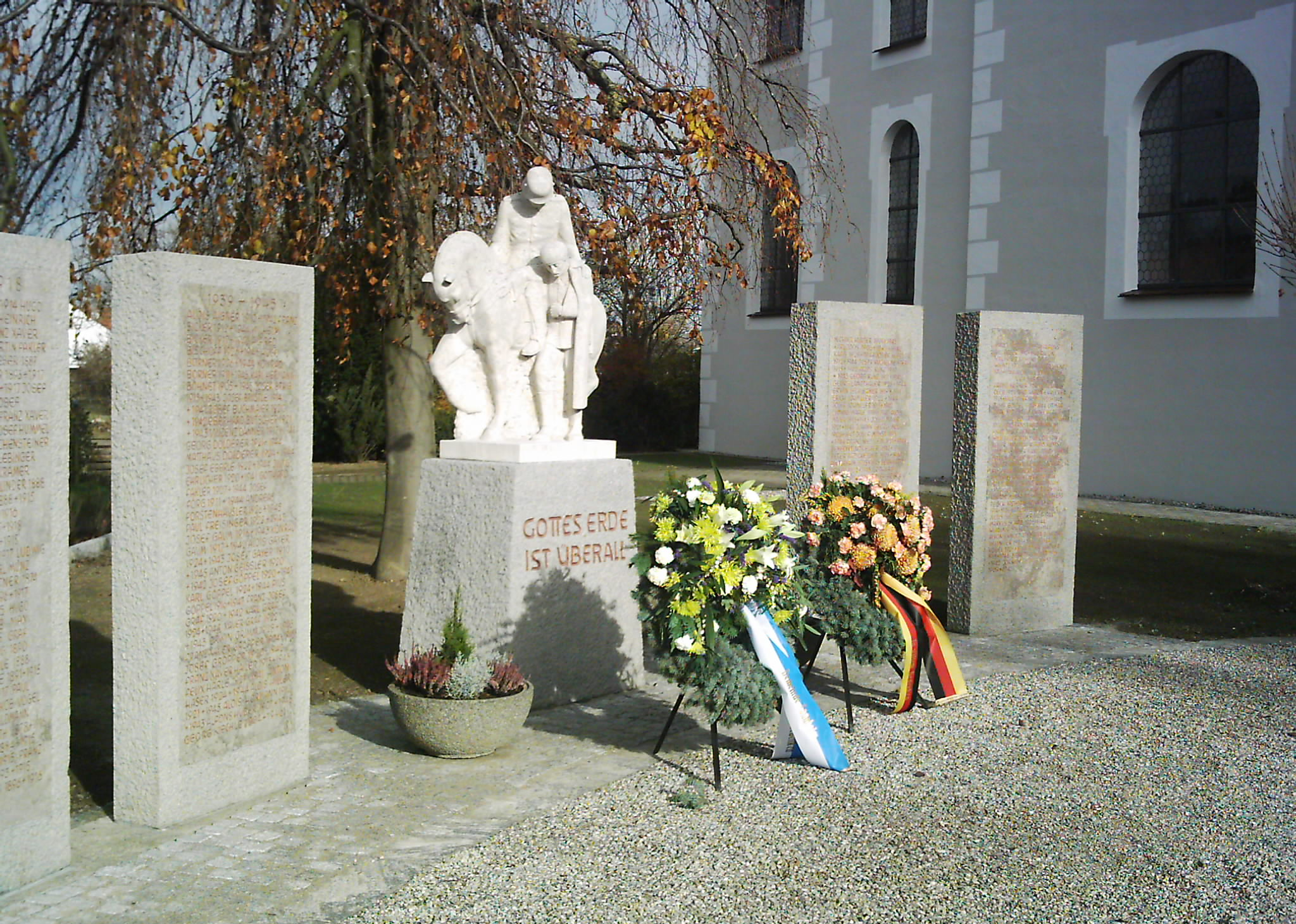
Kriegerdenkmal für die Gefallenen der beiden Weltkriege

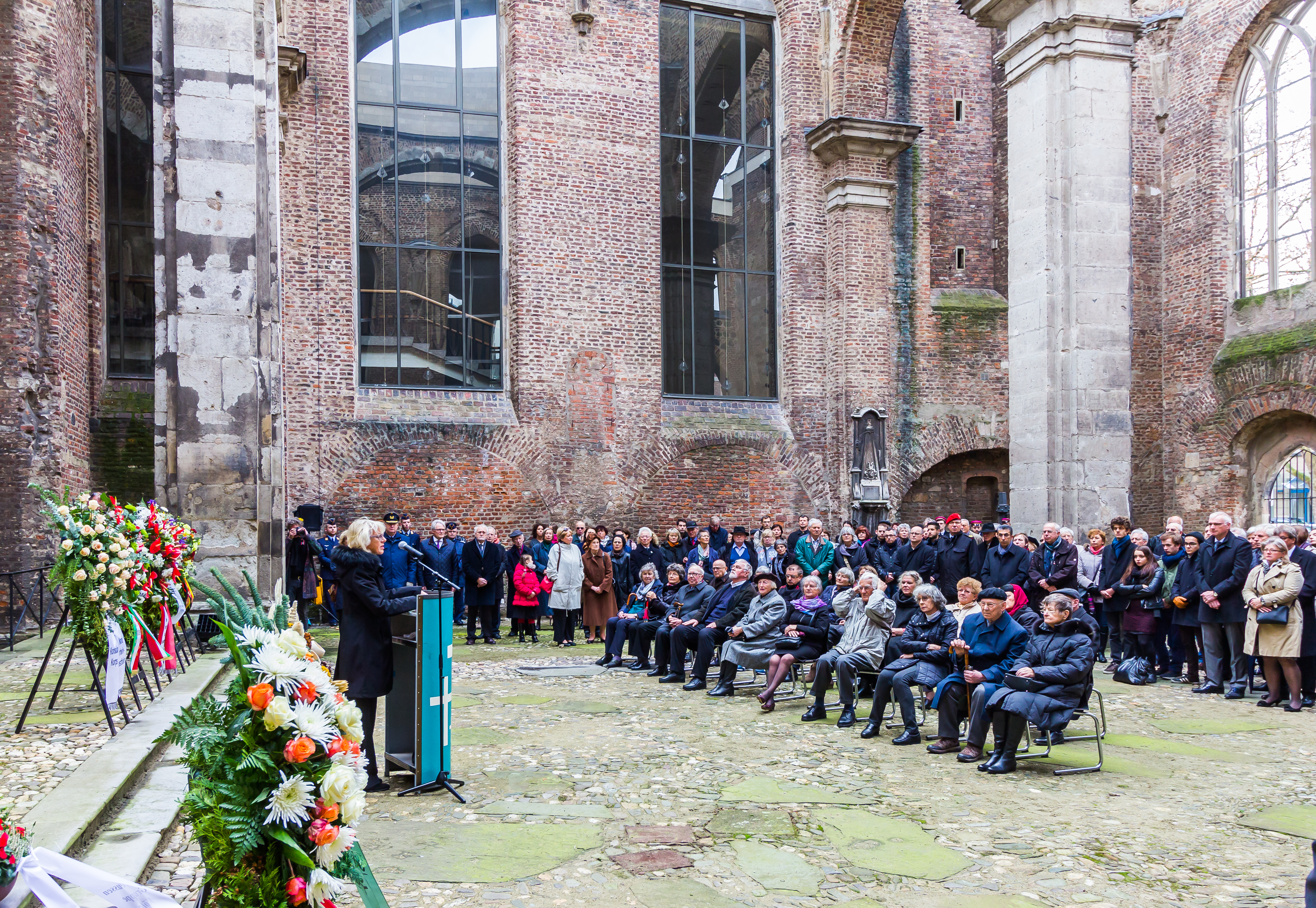
Gedenkstunde zum Volkstrauertag am 15. November 2015 in der Kirchenruine Alt St. Alban, Köln

Nach Ende des Zweiten Weltkrieges entstand 1946 in den drei westlichen Besatzungszonen eine Diskussion zur Durchführung und zum Datum eines Volkstrauertages. In einzelnen Gegenden wurde er an diesen Tagen begangen:
- 17. März 1946
- 2. März 1947
- 22. Februar 1948
- 13. März 1949
- 5. März 1950[32]
- 18. Februar 1951

1950 fand die erste zentrale Veranstaltung des Volksbundes Deutsche Kriegsgräberfürsorge im Bundestag in Bonn statt. Die zentrale Kranzniederlegung zum Volkstrauertag fand von 1951 bis 1963 auf dem Bonner Nordfriedhof, von 1964 bis 1968 mit Ehrenformationen der Bundeswehr am damaligen Ehrenmal der Bundesrepublik Deutschland am Hofgarten und anschließend erneut auf dem Nordfriedhof statt.
Anfang der 1950er-Jahre schien es eine Einigung zu geben, den Volkstrauertag an das Ende des Kirchenjahres auf den vorletzten Sonntag vor dem ersten Advent zu verlegen; diese Zeit wird theologisch durch die Themen Tod, Zeit und Ewigkeit dominiert. Dazu wurden ab 1952 in den Bundesländern der Bundesrepublik Deutschland Gesetze über die Feiertage erlassen. Da der Volkstrauertag immer auf einen Sonntag fällt, ist er jedoch in keinem Bundesland ein gesetzlicher Feiertag. In einigen Ländern heißt er Gedenk- und Trauertag. In den meisten Bundesländern wird der Volkstrauertag lediglich als zu schützender Tag erwähnt, ohne auf seine Inhalte einzugehen. Eine Ausnahme bilden Hessen, das den Volkstrauertag als Gedenktag für die Opfer des Nationalsozialismus und die Toten beider Weltkriege benennt, sowie Hamburg, das den Senat ermächtigte, „einen Tag des Jahres zum Gedenktag für die Opfer des Nationalsozialismus und die Gefallenen beider Weltkriege zu bestimmen“. Die neuen Bundesländer schützen den Volkstrauertag seit Anfang der 1990er-Jahre in ihren Feiertagsgesetzen, ohne seinen Inhalt weiter anzugeben.
Der fehlenden ausdrücklichen Regelung entsprechend vage und veränderlich blieben die Inhalte des Volkstrauertags im Laufe der Zeit. Neben den gefallenen Soldaten rückten immer mehr die Opfer des Nationalsozialismus in den Mittelpunkt des Gedenkens. Schließlich spielten aktuelle Bezüge vermehrt eine Rolle. Der offizielle Festakt der Bundesregierung im Jahre 1987 gedachte ganz allgemein der Opfer von Krieg, Gewaltherrschaft und Terrorismus. Inzwischen wird am Volkstrauertag ebenfalls der bei Auslandseinsätzen der Bundeswehr gefallenen deutschen Soldaten gedacht.
Im Hinblick auf die Wandlung zu einer inklusiveren Gedenkkultur wurde besonders von lokalen Initiativen auch auf Aspekte des Gedenkens hingewiesen, die in der bisherigen Konzeptionierung der Feierlichkeiten wenig oder keine Erwähnung fanden: So erweckt die Gedenkhalle auf dem Gräberfeld „Deutsche Soldatengräber“ in Hamburg-Ohlsdorf mit ihrer Aufschrift „Zum Gedenken an die Weltkriege 1939–1945 gefallenen Soldaten“ den Eindruck, als ob dort nur „Gefallene“ beerdigt seien. Am Volkstrauertag galten und gelten die dort abgelegten Kränze des Senats, des Volksbundes Deutsche Kriegsgräberfürsorge und des Verteidigungsministeriums ausschließlich den im Zweiten Weltkrieg getöteten Soldaten; die anderen dort beigesetzten Opfer (Kinder von Zwangsarbeiterinnen, 164 hingerichtete Deserteure, KZ-Häftlinge und Opfer der Krankenmorde) bleiben ausgeblendet.

## Gedenkstunde
Die zentrale Gedenkstunde zum Volkstrauertag findet jeweils im Deutschen Bundestag statt. Eine Rede und ein Wort des Bundespräsidenten in Anwesenheit des Bundeskanzlers, des Kabinetts und des Diplomatischen Corps sind üblich, ebenso die musikalische Gestaltung, das Spielen der Nationalhymne und des Liedes Der gute Kamerad.
Angelehnt an die Form der zentralen Gedenkstunde werden in allen Bundesländern und den meisten Städten und Gemeinden ebenfalls Gedenkstunden mit Kranzniederlegungen durchgeführt. Öffentliche Veranstaltungen sind am Volkstrauertag stark eingeschränkt. Das Sprechen des Totengedenkens durch den Bundespräsidenten wurde von Bundespräsident Theodor Heuss im Jahr 1952 eingeführt.

„Wir denken heute an die Opfer von Gewalt und Krieg, an Kinder, Frauen und Männer aller Völker.
Wir gedenken der Soldaten, die in den Weltkriegen starben, der Menschen, die durch Kriegshandlungen oder danach in Gefangenschaft, als Vertriebene und Flüchtlinge ihr Leben verloren.
Wir gedenken derer, die verfolgt und getötet wurden, weil sie einem anderen Volk angehörten, einer anderen Rasse zugerechnet wurden, Teil einer Minderheit waren oder deren Leben wegen einer Krankheit oder Behinderung als lebensunwert bezeichnet wurde.
Wir gedenken derer, die ums Leben kamen, weil sie Widerstand gegen Gewaltherrschaft geleistet haben, und derer, die den Tod fanden, weil sie an ihrer Überzeugung oder an ihrem Glauben festhielten.
Wir trauern um die Opfer der Kriege und Bürgerkriege unserer Tage, um die Opfer von Terrorismus und politischer Verfolgung, um die Bundeswehrsoldaten und anderen Einsatzkräfte, die im Auslandseinsatz ihr Leben verloren.
Wir gedenken heute auch derer, die bei uns durch Hass und Gewalt gegen Fremde und Schwache Opfer geworden sind.
Wir trauern mit allen, die Leid tragen um die Toten, und teilen ihren Schmerz.
Aber unser Leben steht im Zeichen der Hoffnung auf Versöhnung unter den Menschen und Völkern,
und unsere Verantwortung gilt dem Frieden unter den Menschen zu Hause und in der ganzen Welt.“

## Kriegstotengedenken in anderen Ländern

### Großbritannien und Commonwealth of Nations

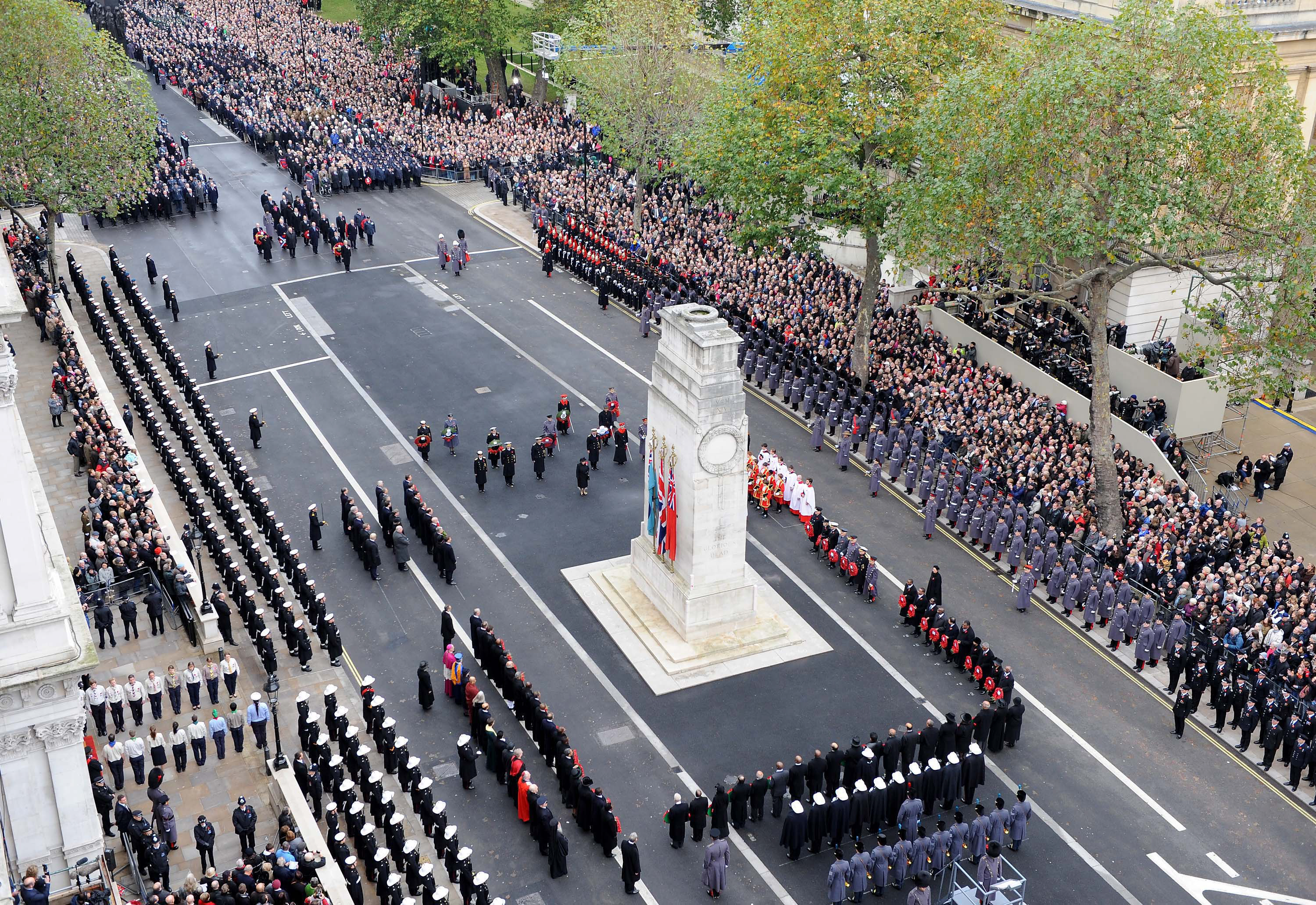
Jährliche Remembrance-Day-Zeremonie am Londoner Kenotaph

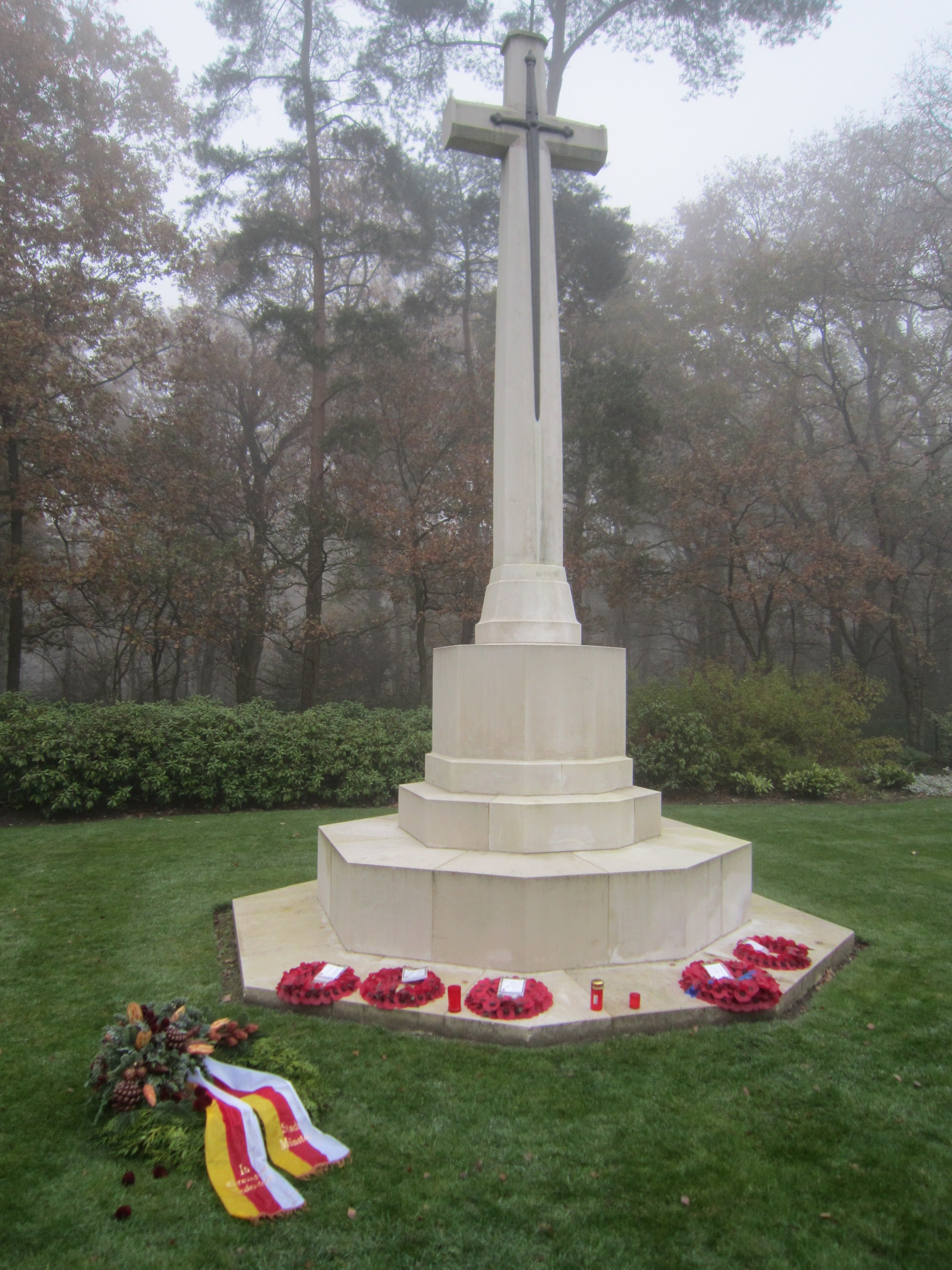
Trauerschmuck mit künstlichen Mohnblumen am Mahnkreuz des Münster Heath War Cemetery in Münster

Im britischen Empire wurde nach dem Ersten Weltkrieg ein nationaler Gedenktag am 11. November eingeführt, der von den meisten Commonwealth-Staaten beibehalten wird. Er wird Remembrance Day oder auch Armistice Day (deutsch: Waffenstillstandstag) genannt, weil am Ende des Ersten Weltkrieges der Waffenstillstand von Compiègne besagte, dass die Kriegshandlungen am „elften Tag des elften Monats um elf Uhr“ enden sollten. In Großbritannien wird das Remembrance Day Weekend begangen. Am 11. November werden zwei Schweigeminuten gehalten. Am nächstgelegenen Sonntag, dem Remembrance Sunday, legt das Staatsoberhaupt in Anwesenheit vom Premierminister und Veteranen am Kenotaph einen Strauß mit Mohnblumen nieder. Künstliche Mohnblumen zum Anstecken, sogenannte Remembrance Poppies („Erinnerungs-Mohnblumen“), werden von Helfern des Veteranenverbandes der Royal British Legion verkauft und getragen. Die Mohnblume (englisch poppy) soll – in Anlehnung an das Gedicht In Flanders Fields des Kanadiers John McCrae – an die vom Blut der Soldaten des Ersten Weltkrieges geröteten Felder Flanderns erinnern, weshalb der Gedenktag auch Poppy Day genannt wird. In London werden in der Nacht zu diesem Sonntag öffentliche Gebäude rot angestrahlt.
In Kanada wird der Toten am Nationalen Kriegsdenkmal (National War memorial) auf dem Confederation Square in Ottawa gedacht. In den Wochen vor dem Remembrance Day verteilen Helfer und Mitglieder des Veteranenverbandes der Royal Canadian Legion gegen eine Spende künstliche Mohnblumen zum Anstecken, die von sehr vielen Kanadiern getragen werden. Die Schlacht bei Arras während des Ersten Weltkriegs gilt als inoffizielle Geburtsstunde Kanadas. In vielen Provinzen ist der 11. November ein Feiertag.
In Südafrika wird der Toten am Sonntag nach dem 11. November am Kenotaph in Johannesburg und in der Hauptstadt Pretoria gedacht.
In Australien und Neuseeland wird ebenfalls am 11. November der Toten gedacht. Außerdem wird am 25. April, dem Jahrestag der Landung auf der türkischen Halbinsel Gallipoli im Jahr 1915, der ANZAC Day begangen.

### Russland, Belarus, Ukraine
In Russland, Belarus und der Ukraine wird alljährlich am 22. Juni des Deutsch-Sowjetischen Krieges 1941 bis 1945 gedacht. In Russland spricht man dabei vom Tag der Erinnerung und der Trauer, in Belarus vom „Tag des allgemeinen Gedenkens an die Opfer des Großen Vaterländischen Krieges“, in der Ukraine vom „Tag der Trauer und des Gedenkens an die Kriegstoten“. Das Gedenken gilt den nach vorherrschender Schätzung ca. 27 Millionen sowjetischen Opfern (davon ca. 11 Millionen Soldaten und ca. 16 Millionen Zivilisten oder ca. 14 % der Vorkriegsbevölkerung; die russische Tageszeitung Nowaja gaseta meldet sogar bis zu 42 Millionen sowjetische Kriegstote; kein anderes Land hat während des Zweiten Weltkriegs mehr Soldaten und Zivilisten verloren). Der Tag erinnert an den 22. Juni 1941, als die Wehrmacht und ihre verbündeten Truppen um 3 Uhr früh den Überfall auf die Sowjetunion begannen. An diesem Tag werden an den Kriegerdenkmälern und auf den Ehrenfriedhöfen Gedenkzeremonien abgehalten, die Nationalflagge wird gesenkt und der Staatliche Rundfunk überträgt keine Unterhaltungssendungen.

### Weitere Länder
In Belgien und Frankreich ist der 11. November ein arbeitsfreier Gedenktag. Es ist der Waffenstillstandstag zur Erinnerung an das Ende des Ersten Weltkrieges.
In Georgien ist der Totengedenktag am 9. April ein gesetzlicher Feiertag.
In den Niederlanden ist der 4. Mai der Nationale Dodenherdenking, an dem der Toten des Zweiten Weltkrieges sowie späterer Militäroperationen gedacht wird (u. a. die Einsätze der UN-Friedenstruppen). Dabei kommt König Willem-Alexander mit Mitgliedern seiner Familie und der Regierung nach Amsterdam, wo nach zwei – im ganzen Land zu beachtenden – Schweigeminuten von 20:00 bis 20:02 Uhr eine Kranzniederlegung stattfindet. Daneben wird in den Niederlanden der 5. Mai als Nationalfeiertag der Befreiung (am 5. Mai 1945) begangen.
In Israel wird alljährlich an Jom haZikaron im April/Mai, nach jüdischem Kalender am 4. Ijjar, der gefallenen israelischen Soldaten sowie der Opfer des Terrorismus gedacht.
In Österreich wird am 1. November zu Allerheiligen an den Kriegerdenkmälern der Toten der beiden Weltkriege gedacht, wobei aber das offizielle Gedenken am Nationalfeiertag, dem 26. Oktober durch die Bundesregierung durch eine Kranzniederlegung beim Äußeren Burgtor erfolgt.
In den USA wird der letzte Montag im Mai als Memorial Day begangen. Der am 11. November als Veterans Day begangene Tag hingegen dient der Erinnerung und Würdigung der überlebenden Soldaten der Weltkriege.